# Willemijn Aerdts
Willemijn J.M. Aerdts (née à Ermelo le 21 avril 1983) est une femme politique et scientifique néerlandaise, membre du Sénat pour le parti Démocrates 66 depuis le 13 juin 2023. Elle est également enseignante et chercheuse à l'Institut de sécurité et d'affaires mondiales du Campus de La Haye de l'Université de Leyde.  

## Carrière

### Carrière scientifique
Willemijn Aerdts obtient un master en relations internationales dans une perspective historique à l'Université d'Utrecht, puis un master en droit international public. À l'Université de Leyde, elle travaille sur son doctorat portant sur la supervision du service de renseignement et de sécurité militaire néerlandais ainsi que de l'AIVD (service général de renseignement et de sécurité). En mai 2023, elle publie son livre Diensten met geheimen (Des services avec des secrets),.

### Carrière politique
Entre 2021 et 2023, Willemijn Aerdts est présidente du réseau Els Borst de D66.  
Elle figure ensuite en deuxième position sur la liste des candidats de D66 pour les élections sénatoriales de 2023. Après son élection, Willemijn Aerdts siège à la Première Chambre des États généraux (Sénat néerlandais) depuis le 13 juin 2023.